# 計士元
計士元（1516年—？），字允卿，号蠡南，江西饒州府鄱陽縣油墩街鎮人，明朝政治人物。

## 生平
嘉靖二十二年（1543年）癸卯科江西鄉試第十四名。嘉靖二十三年（1544年），登第二甲第七十八名進士。授兵部主事，曾推薦戚繼光。升武库司郎中。

## 家族
曾祖計籌；祖父計尚賢；父計仁，曾任散官。母羅氏。具庆下。弟士明、士奇、士良。